# Bizetiella micaela
Bizetiella micaela is een slakkensoort uit de familie van de Muricidae. De wetenschappelijke naam van de soort is voor het eerst geldig gepubliceerd in 1972 door Radwin & D'Attilio.